# Sillitoetartan

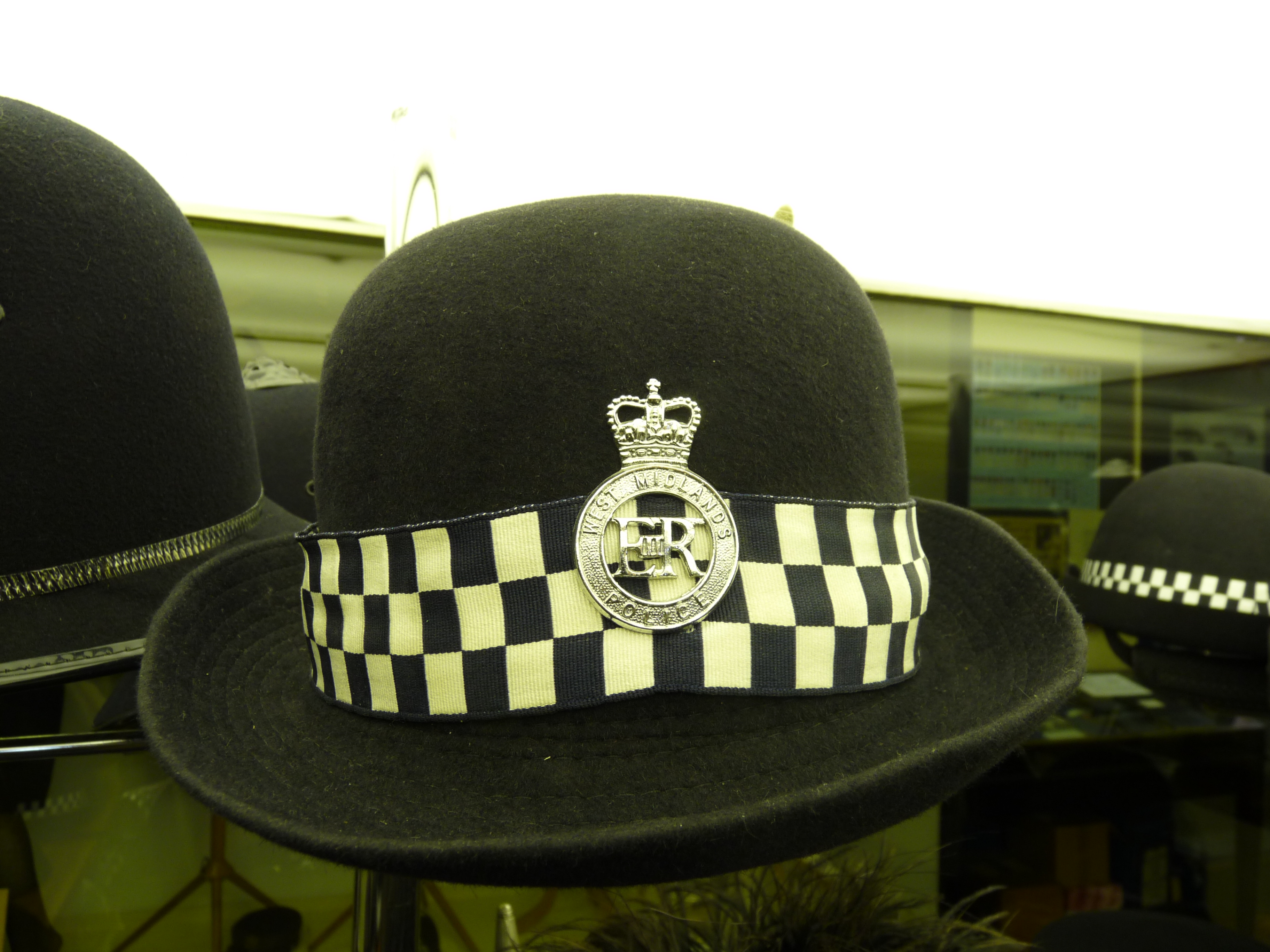
Polisuniformshatt från West Midlands Police. I Storbritannien är svart-vit sillitoetartan vanligast

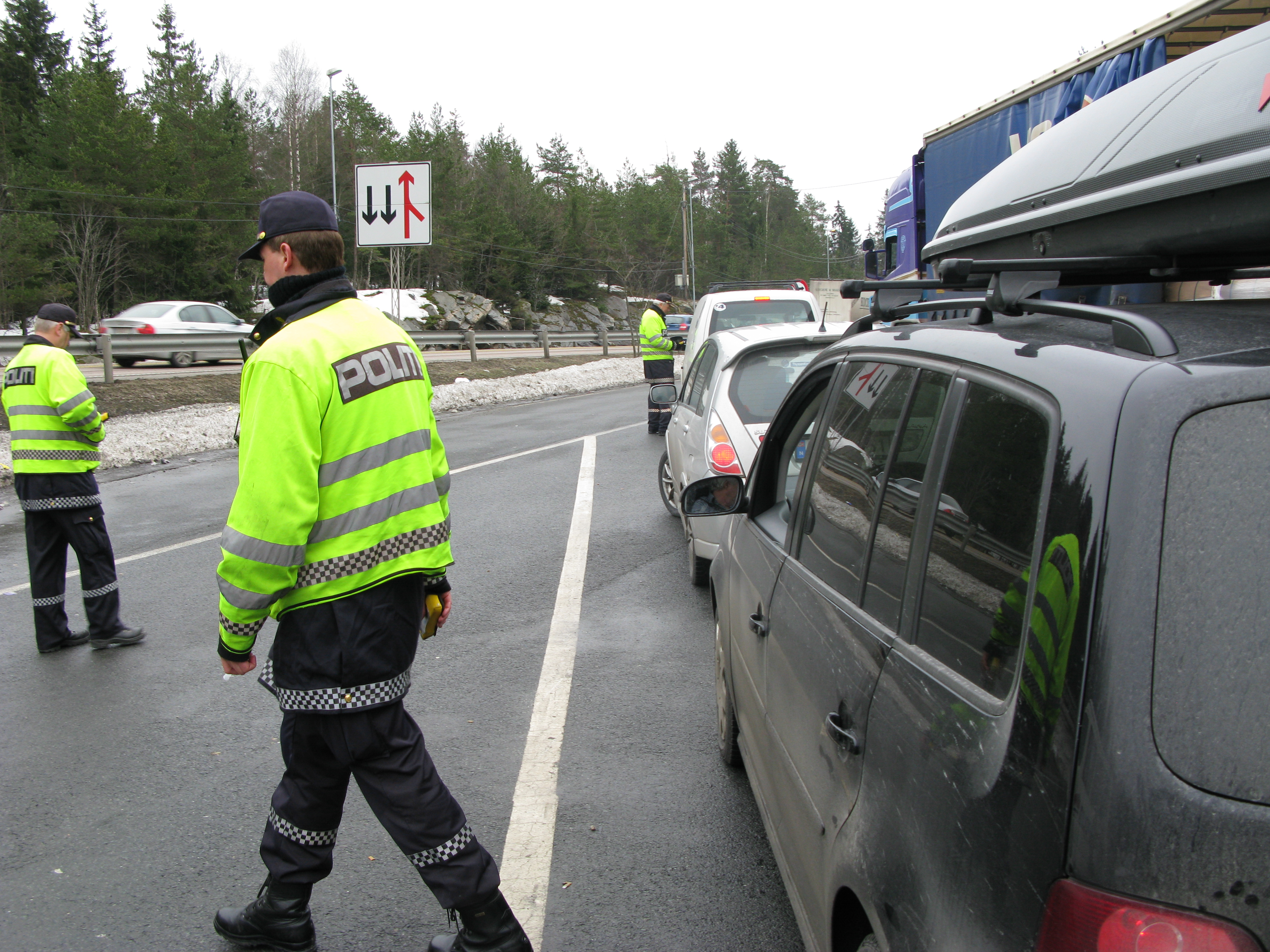
Norsk polis i uniformer med band med sillitoetartanmönster utför hastighetskontroll.

Sillitoetartan är det oftast svart-vita smårutiga mönster som ursprungligen introducerades på uniformsmössor av polisen i Glasgow, och vilka sedan spridits till poliskårer i bland annat övriga Storbritannien, Australien och Norge. Mönstret är baserat på de rutiga band som finns på de traditionella skotska uniformsmössorna vid många regementen i Skottland. Mönstret introducerades av polischefen Percy Sillitoe 1932.
Sillitoetartan kan bestå av olika kontrasterande färger i par på ett varierande antal rader, beroende på lokal sed. De skilda tartanmönstren är avsedda att – inlemmade i uniformer eller fordons "målning" – entydigt identifiera personal och fordon i polis- och räddningstjänst för allmänheten.
Ett liknande mönster för "målning" på utryckningsfordon, med mycket större rutor och på reflekterande material, är battenburgmönster. Det används i många europeiska länder, bland annat på svenska polisbilar, ambulanser, Trafikverkets väghållningsfordon och ibland också på brandbilar. Battenburgmönster syftar till, förutom att tydligt identifiera objektet, att vara mycket synligt på håll, även i mörker.

## Bildgalleri

I Australien och Nya Zeeland är blå-vit sillitoetartan vanligast.
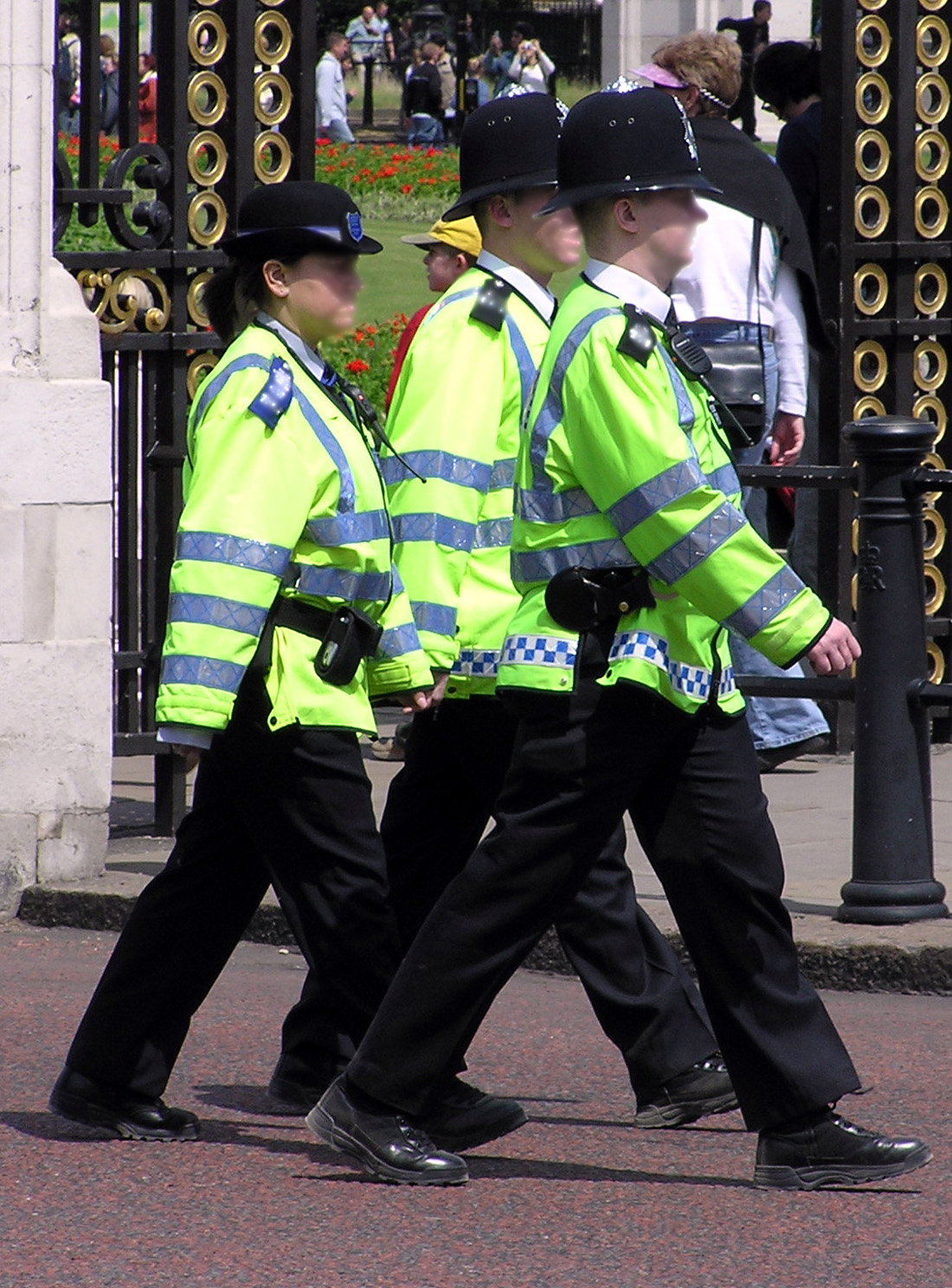
Poliser från Metropolitanpolisen med sillitoetartan på jackorna.
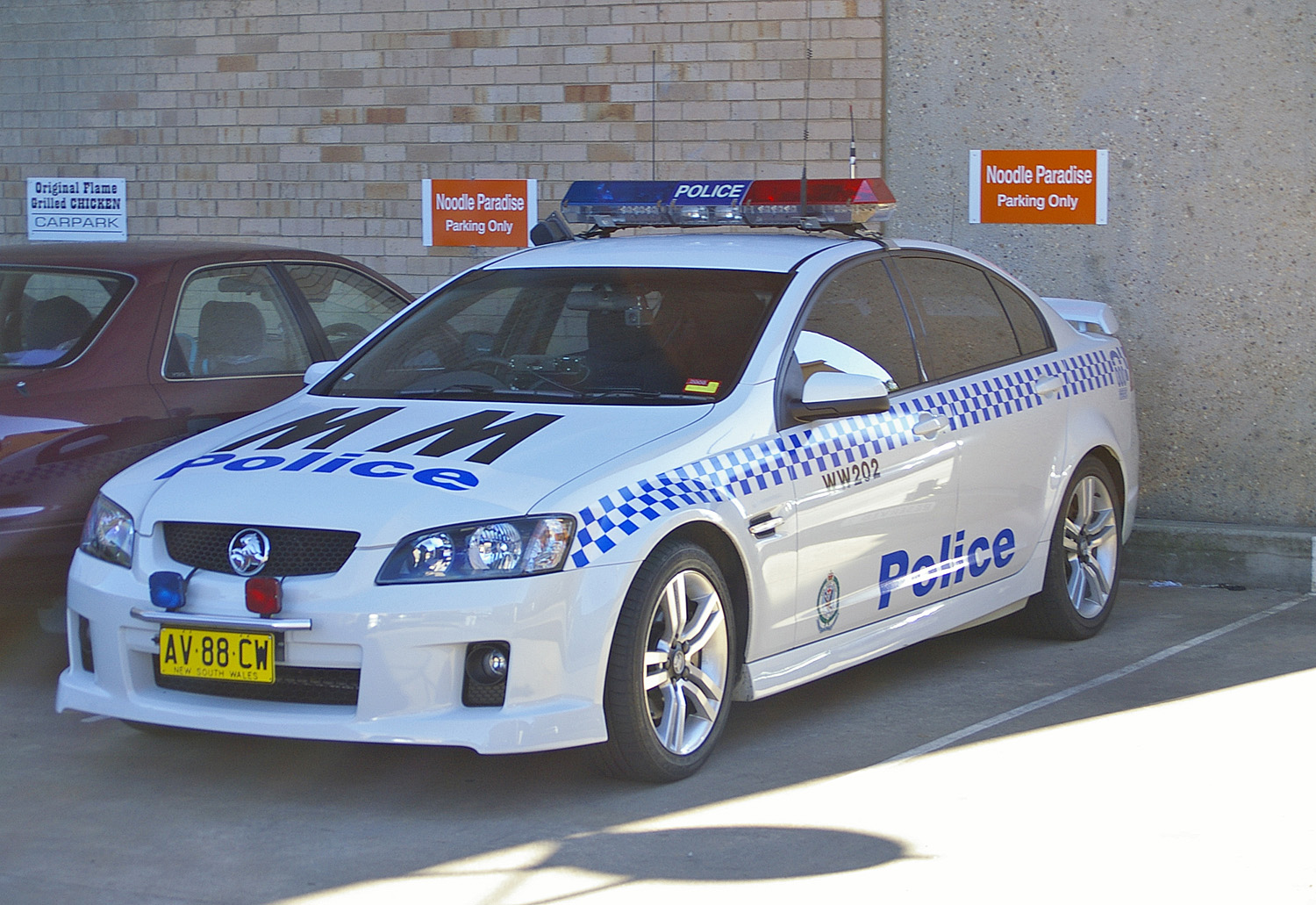
Australisk polisbil från New South Wales med blå-vit sillitoetartanmålning.
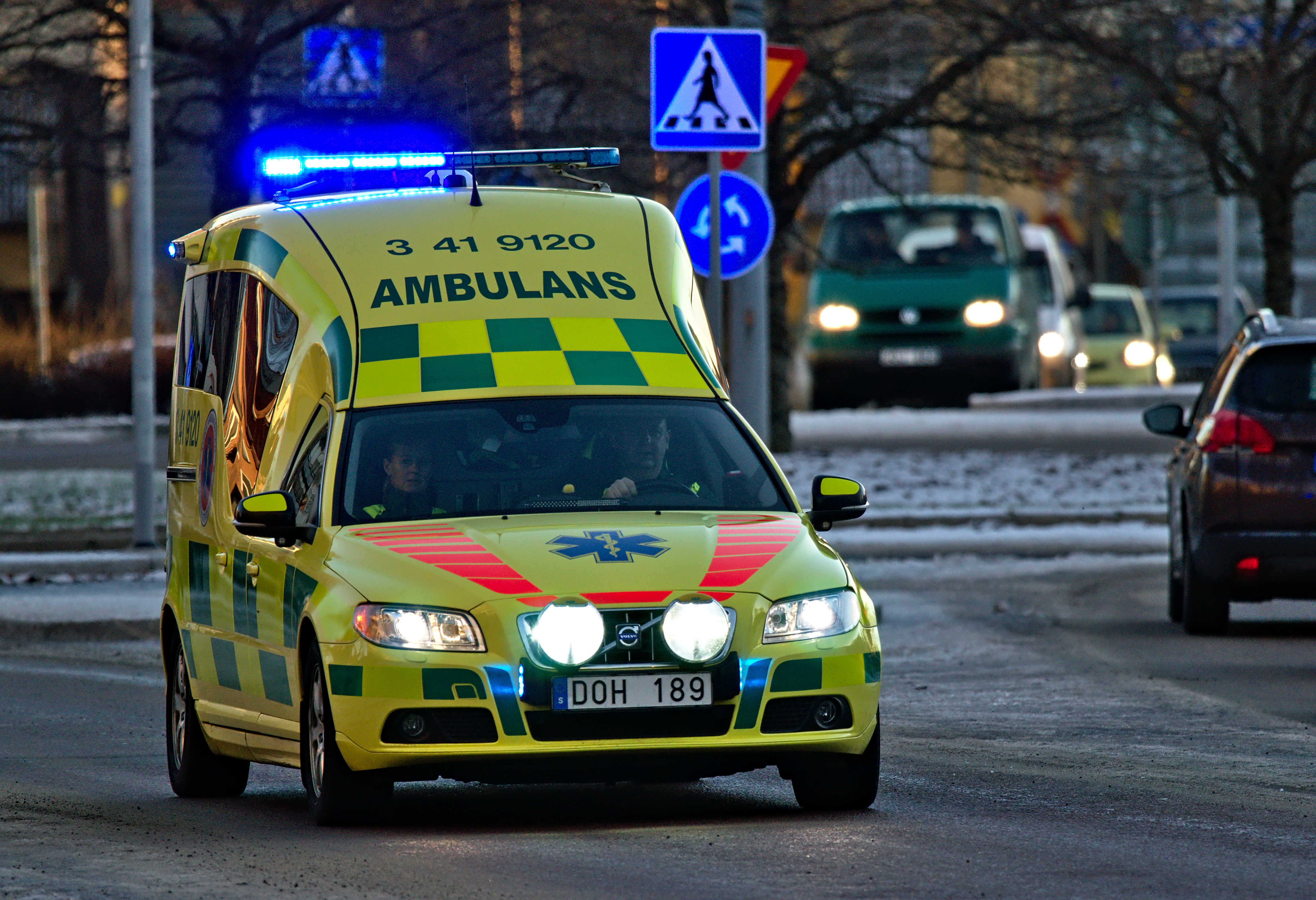
Ambulans i Eskilstuna med battenburgmönster både på fordonets sidor och på fronten.
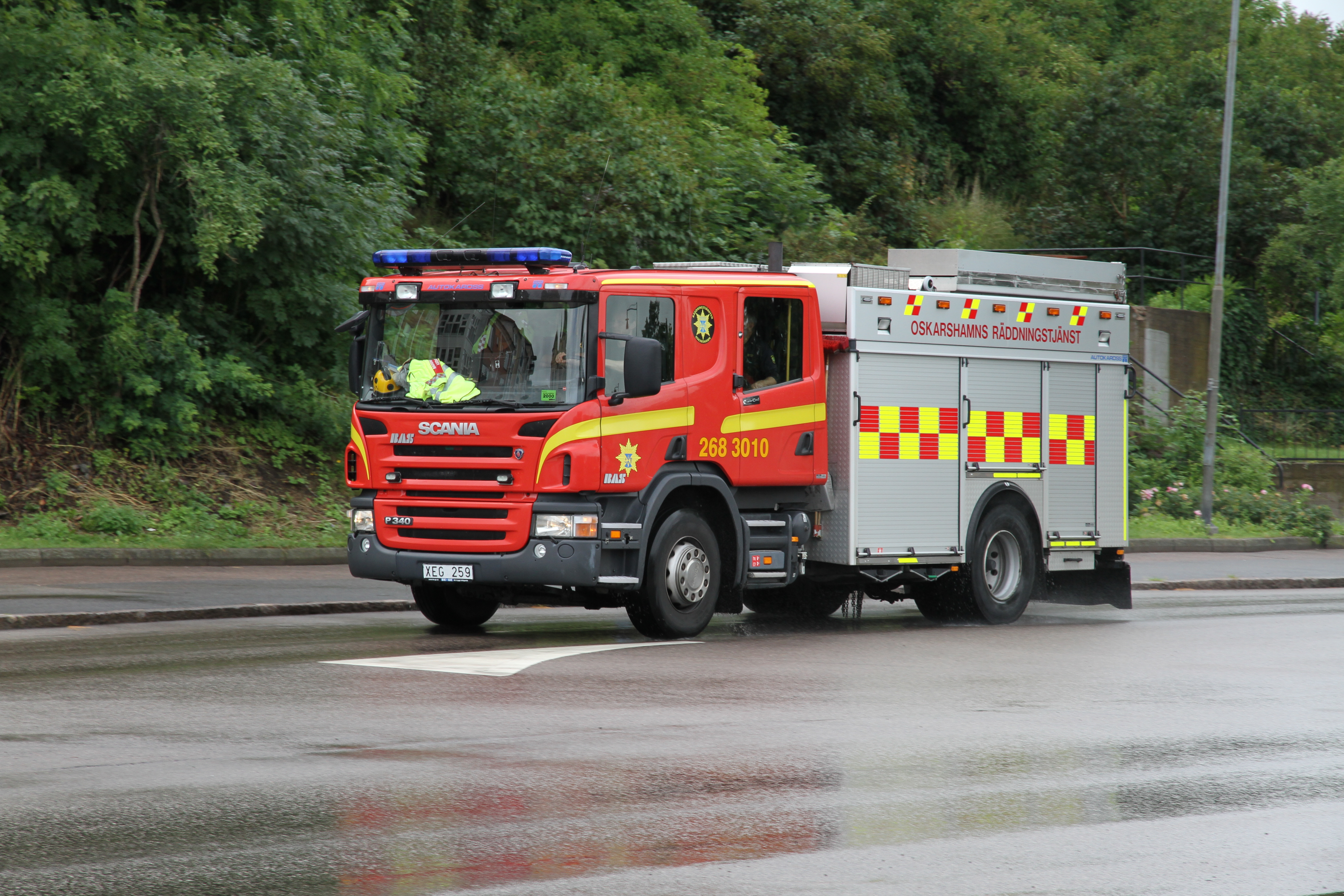
Brandbil i Oskarshamn med mellanting mellan sillitoemönster och battenburgmönster.